# Trizay
Trizay là một xã trong tỉnh Charente-Maritime trong vùng Nouvelle-Aquitaine, tây nam nước Pháp. Trizay có diện tích 14,13 km2, dân số năm 2006 là 1252 người. Khu vực này có độ cao từ 0-25 mét trên mực nước biển.

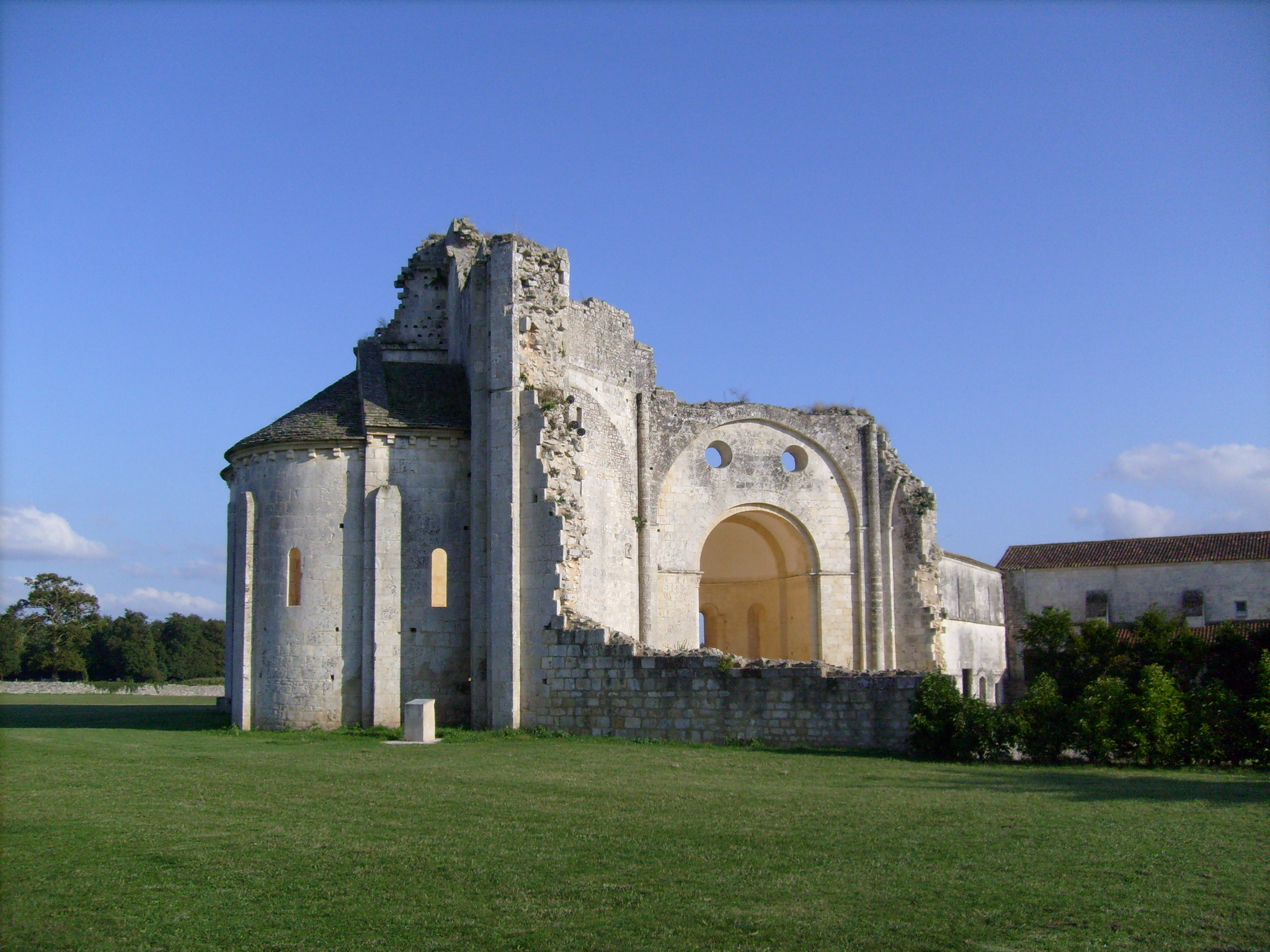
Giáo đường Trizay